# 拉亞多 (新墨西哥州)
拉亞多（英語：Rayado）是位於美國新墨西哥州科爾法克斯縣的非建制地區。

## 歷史
拉亞多的郵局於1873年設立，其後於1907年停運。

## 地理
拉亞多所處的海拔為高於海平面1984米（即6510英呎），而該地所採用的時區為UTC-7，即北美山地时区（MST）。同時該地設有夏令時間，為UTC-7調快一小時，即UTC-6（MDT）。